# Hjalmar Cedercrona
Hjalmar Alex Fritz Cedercrona (ur. 23 grudnia 1883 w Horn, zm. 24 maja 1969 w Jönköping) – szwedzki gimnastyk, złoty medalista z Londynu. Był członkiem szwedzkiej drużyny, która wygrała zawody drużynowe w systemie szwedzkim zdobywając 438 punktów. Miał pięcioro dzieci.